# Cyklobarbital

Strukturformel för cyklobarbital.

Cyklobarbital, summaformel C12H16N2O3, är ett lugnande och sömngivande preparat som tillhör gruppen barbiturater. Preparatet patenterades 1924 av företaget Bayer.
Substansen är narkotikaklassad och ingår i förteckning P III i 1971 års psykotropkonvention, samt i förteckning IV i Sverige.